# ティレル・002
ティレル・002 (Tyrrell 002) は、ティレルが1971年のF1世界選手権参戦用に開発したF1マシン。設計はデレック・ガードナー。 基本的にはティレル・001と同じデザインであったが、いくつかの細部の変更が加えられた。また、フランソワ・セベールはジャッキー・スチュワートよりも背が高かったため、002（および003、004）はモノコックが延長された。

## レース戦績

### 1971
フランソワ・セベールは1971年シーズンの全戦で002をドライブした。002のデビュー戦となった1971年南アフリカグランプリでセベールはアクシデントのためリタイアとなった第2戦のスペイングランプリではポイント外の7位となる。続くモナコ、オランダと2戦連続でアクシデントのためリタイアとなる。第5戦フランスグランプリでセベールはチームメイトのスチュワートに次いで2位に入った。イギリスグランプリでは10位に入る。ドイツグランプリではフランス同様スチュワートに次ぐ2位となった。第8戦オーストリアグランプリではエンジントラブルのためリタイアとなる。イタリアグランプリではピーター・ゲシン、ロニー・ピーターソン、マイク・ヘイルウッド、ハウデン・ガンレイとの競り合いの末、3位に入った。第10戦カナダグランプリは64周を終えたところで悪天候のためレースは終了となり、セベールは6位となった。最終戦アメリカグランプリでセベールは自身唯一の勝利を挙げる。この最終戦ではジャッキー・スチュワートがポールポジションからリードしたが、10ラップを過ぎた頃からタイヤの状態が悪化し後続との差が詰まり始めた。スチュワートはセベールのタイヤの方が暑さに対して良好な状態を保っていることに気付き、セベールが彼の後に付いた後、14周目に先行させた。3位を走行していたデニス・ハルムはタイヤの異常な振動に苦しめられ、ジャッキー・イクス、クレイ・レガツォーニ、ジョー・シフェールと順に抜かれていった。イクスは17周目にスチュワートに追いつき、セベールのリードは5.7秒になっていた。レースが半分を過ぎた頃、セベールはスチュワートと同じアンダーステアに苦しめられるようになった。イクスが接近し、彼のファイアストンもレースが進むにつれて良くなってきた。43周目にイクスはファステストラップを記録し、その差は2.2秒に縮まった。49周目にイクスのフェラーリのオルタネーターが脱落、ギアボックスに穴を空けコース全体にオイルがまき散らされた。ハルムはオイルのためにスピンしコースバリアに衝突、フロントサスペンションが屈曲した。セベールが同様にバリアに接触したとき、ハルムはコース脇に立っていた。セベールは接触にもかかわらずコースに留まり、29秒のリードを保っていた。セベールは惰性で走り、ゴールラインを越えたとき両手を振った。チェッカーフラッグを受けた後、セベールはチームメイトにうなずいた。「私は50,000ドルの勝利でかなり気分が良い。始めはスチュワートを追い、そして先に旗を立てた。ジャッキー・スチュワートは非常に賢明なドライバーであり、非常に良い先生であり、彼は私を先に行かせた」と語った。拡張されたワトキンズ・グレンで行われた最初のレースであったが、それはセベールにとって最初で唯一の勝利となった。

### 1972
1972年開幕戦のアルゼンチンでセベールはギアボックストラブルのためリタイアとなり、不運なシーズンスタートとなった。第2戦の南アフリカでは9位となる。続くスペイングランプリではイグニッションのトラブルでリタイア、モナコグランプリでは非完走扱いとなった。第5戦ベルギーグランプリではジャッキー・スチュワートが胃潰瘍のため欠場し、ティレルはセベール1台体制となった。セベールはロータスのエマーソン・フィッティパルディに次ぐ2位となった。フランスグランプリでセベールはプラクティスで新車の006をドライブしたが、クラッシュし決勝では002を使用、4位に入った。イギリスグランプリでセベールはスピンしコースオフしたが、ロニー・ピーターソンのマーチが残り2周でエンジントラブルを起こし、停車していたセベールのティレルおよびグラハム・ヒルのブラバムに衝突した。続くドイツグランプリでセベールは10位となり、オーストリアグランプリでは9位に入った。イタリアグランプリではエンジントラブルのためリタイアとなったが、これが002にとって最後のレースとなった。次戦のカナダグランプリからはティレル・005が投入された。

## F1における全成績
(key) （太字はポールポジション）
| 年     | チーム                   | エンジン                | タイヤ | ドライバー | 1   | 2   | 3   | 4   | 5   | 6   | 7   | 8   | 9   | 10  | 11  | 12  | ポイント | 順位 |
| ------ | ------------------------ | ----------------------- | ------ | ---------- | --- | --- | --- | --- | --- | --- | --- | --- | --- | --- | --- | --- | -------- | ---- |
| 1971年 | エルフ・チーム・ティレル | フォード コスワース DFV | G      |            | RSA | ESP | MON | NED | FRA | GBR | GER | AUT | ITA | CAN | USA |     | 731      | 1    |
| 1971年 | エルフ・チーム・ティレル | フォード コスワース DFV | G      | セベール   | Ret | 7   | Ret | Ret | 2   | 10  | 2   | Ret | 3   | 6   | 1   |     | 731      | 1    |
| 1972年 | エルフ・チーム・ティレル | フォード コスワース DFV | G      |            | ARG | RSA | ESP | MON | BEL | FRA | GBR | GER | AUT | ITA | CAN | USA | 512      | 2    |
| 1972年 | エルフ・チーム・ティレル | フォード コスワース DFV | G      | セベール   | Ret | 9   | Ret | NC  | 2   | 4   | Ret | 10  | 9   | Ret |     |     | 512      | 2    |

1 ティレル・002が獲得したのは13ポイント。残り60ポイントはティレル・001および003によるポイント。

2 ティレル・002が獲得したのは6ポイント。残り45ポイントはティレル・003および004、005、006によるポイント。

## 参照
1. ↑  “Grand Prix results, South African GP 1971”. grandprix.com. 2015年12月21日閲覧。
2. ↑  “Grand Prix results, Spanish GP 1971”. grandprix.com. 2015年12月21日閲覧。
3. ↑  “Grand Prix results, Monaco GP 1971”. grandprix.com. 2015年12月21日閲覧。
4. ↑  “Grand Prix results, Dutch GP 1971”. grandprix.com. 2015年12月21日閲覧。
5. ↑  “Grand Prix results, French GP 1971”. grandprix.com. 2015年12月21日閲覧。
6. ↑  “Grand Prix results, British GP 1971”. grandprix.com. 2015年12月21日閲覧。
7. ↑  “Grand Prix results, German GP 1971”. grandprix.com. 2015年12月21日閲覧。
8. ↑  “Grand Prix results, Austrian GP 1971”. grandprix.com. 2015年12月21日閲覧。
9. ↑  “Grand Prix results, Italian GP 1971”. grandprix.com. 2015年12月21日閲覧。
10. ↑  “Grand Prix results, Canadian GP 1971”. grandprix.com. 2015年12月21日閲覧。
11. ↑  “Grand Prix results, United States GP 1971”. grandprix.com. 2015年12月21日閲覧。
12. ↑  “Grand Prix results, Argentine GP 1972”. grandprix.com. 2015年12月21日閲覧。
13. ↑  “Grand Prix results, South African GP 1972”. grandprix.com. 2015年12月21日閲覧。
14. ↑  “Grand Prix results, Spanish GP 1972”. grandprix.com. 2015年12月21日閲覧。
15. ↑  “Grand Prix results, Monaco GP 1972”. grandprix.com. 2015年12月21日閲覧。
16. ↑  “Grand Prix results, Belgian GP 1972”. grandprix.com. 2015年12月21日閲覧。
17. ↑  “Grand Prix results, French GP 1972”. grandprix.com. 2015年12月21日閲覧。
18. ↑  “Grand Prix results, British GP 1972”. grandprix.com. 2015年12月21日閲覧。
19. ↑  “Grand Prix results, German GP 1972”. grandprix.com. 2015年12月21日閲覧。
20. ↑  “Grand Prix results, Austrian GP 1972”. grandprix.com. 2015年12月21日閲覧。
21. ↑  “Grand Prix results, Italian GP 1972”. grandprix.com. 2015年12月21日閲覧。